# Ottokar Brzoza-Brzezina
Ottokar Wincenty Brzoza-Brzezina, cz. Ottokar Březina (ur. 3 marca 1883 w Protivínie w Czechach, zm. 30 sierpnia 1968 w Zielonce pod Warszawą) – pułkownik artylerii Wojska Polskiego, pośmiertnie awansowany na generała brygady, czterokrotny kawaler Orderu Virtuti Militari.

## Życiorys
Był Czechem. Ukończył cztery klasy szkoły realnej i następnie jeden rok Wyższej Szkoły Przemysłowej w Pilźnie. Wstąpił do Szkoły Kadetów Artylerii w Wiener Neustadt, którą ukończył w sierpniu 1903 i został wcielony do c. i k. 31 pułku artylerii dywizyjnej w Stanisławowie, który w 1908 został przemianowany na c. i k. 31 pułk armat polowych. W 1909 został przeniesiony do rezerwy i przydzielony w rezerwie do 31 pułku armat polowych.
W 1911 wstąpił do Związku Walki Czynnej, a następnie do Związku Strzeleckiego, w którym sprawował funkcję komendanta na miasto Stanisławów. Po wybuchu I wojny światowej, od sierpnia 1914 służył w Legionach Polskich. Uczestniczył m.in. w bitwie pod Krzywopłotami, gdzie wsławił się skutecznym ogniem jedynej baterii artylerii, którą dowodził. Do marca 1917 był organizatorem i dowódcą 1 pułku artylerii, a do lipca 1917 sprawował funkcje dowódcy baterii i dywizjonu w c. i k. 28 pułku armat polowych. Po kryzysie przysięgowym został wcielony do armii austriackiej i został dowódcą baterii zapasowej w c. i k. 1 pułku artylerii górskiej. Bohater wiersza Jana Lechonia „Polonez artyleryjski” z tomu Karmazynowy poemat ze znaną strofą To major Brzoza kartaczami w moskiewskie pułki wali. Do 1918 jego oddziałem macierzystym w c. i k. Armii był 31 pułk armat polowych, przemianowany kolejno na 30 pułk armat polowych i 30 pułk artylerii polowej.
W listopadzie 1918 wstąpił do odrodzonego Wojska Polskiego. Do grudnia 1918 był dowódcą Podhalańskiego Okręgu Wojskowego w Nowym Targu oraz czasowo szefem i dowódcą Okręgu Generalnego Kraków. W kwietniu 1919 został dowódcą 1 pułku artylerii polowej Legionów. Od kwietnia do czerwca 1920 pełnił funkcję szefa sekcji amunicji w Departamencie Artylerii Ministerstwa Spraw Wojskowych, po czym został inspektorem artylerii Armii Rezerwowej. W czerwcu 1920 objął dowództwo 6 Dywizji Piechoty, z którą walczył krótko w wojnie polsko-bolszewickiej. Już w sierpniu 1920 został zastępcą dowódcy artylerii obrony Warszawy. W okresie od stycznia do czerwca 1921 był oficerem inspekcyjnym artylerii przy szefie Sztabu Generalnego. 17 maja 1922 odznaczono go orderem wojskowym „Virtuti Militari" V klasy. Do września 1922 sprawował funkcję oficera sztabu w Dowództwie Okręgu Korpusu Nr I w Warszawie. 5 września 1922 został przeniesiony z Rezerwy Oficerów Sztabowych DOK I do Dowództwa Okręgu Korpusu Nr VIII w Toruniu na stanowisko szefa Artylerii i Służby Uzbrojenia. Służbę na tym stanowisku pełnił do listopada 1925 roku, a następnie znajdował się w dyspozycji dowódcy Okręgu Korpusu Nr VIII w Toruniu. 31 sierpnia 1927 roku został przeniesiony w stan spoczynku. Zamieszkał w Zielonce pod Warszawą, gdzie za zasługi otrzymał grunty i folwark nazwany „Brzoza”.
1 września 1939 zgłosił się do służby wojskowej. 22 września objął dowództwo nad improwizowanym zgrupowaniem „Brzoza”, które zorganizował z różnych oddziałów zapasowych w rejonie Małoryty. 25 lub 26 września wraz ze swoim zgrupowaniem podporządkował się dowódcy Samodzielnej Grupy Operacyjnej „Polesie” gen. Franciszkowi Kleebergowi. 28 września po włączeniu w jego skład zgrupowania „Drohiczyn Poleski” całość została formalnie nazwana 50 Dywizją Piechoty Rezerwowej. Dowodził tą dywizją w czasie bitwy pod Kockiem. Po kapitulacji SGP „Polesie” wzięty do niewoli niemieckiej, z których został rychło zwolniony, ze względu na swoje czeskie pochodzenie. W połowie października powrócił do Zielonki.

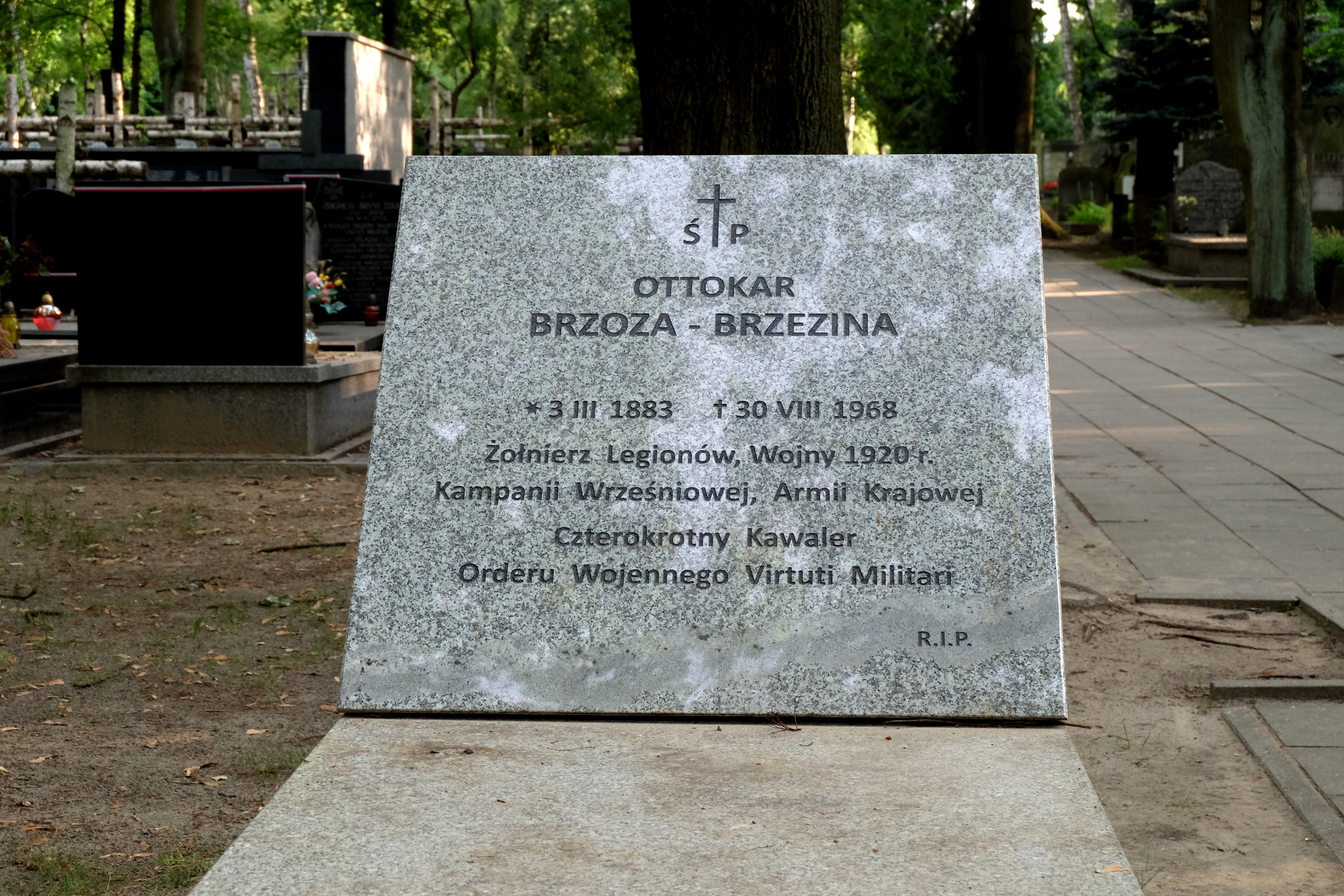
Grób gen. Ottokara Brzozy-Brzeziny na Cmentarzu Wojskowym na Powązkach w Warszawie

W czasie okupacji prowadził firmę budowlaną. Od listopada 1939 nawiązał kontakt z Komendą Główną SZP. Jego majątek pełnił rolę konspiracyjnego ośrodka Okręgu Warszawskiego SZP, a następnie ZWZ-AK. W 1943 powstała w nim baza szkoleniowa dla podoficerów batalionu terytorialnego AK „Dęby”. Ottokar Brzoza-Brzezina czynnie współpracował z wywiadem AK. W swoim folwarku ukrywał także grupę Żydów. W 1944 został aresztowany przez Niemców i wywieziony do Oflagu IIC Woldenberg.
Po uwolnieniu z niewoli, powrócił do Polski. Ponownie zamieszkał w Zielonce, gdzie zmarł. Został pochowany na cmentarzu Bródnowskim w Warszawie (kwatera 110-O-IV-13). Jego imieniem nazwano ulicę znajdującą się w Zielonce na tzw. Bankówce, oraz polski system niszczycieli czołgów Ottokar–Brzoza. 5 maja 2018 jego szczątki zostały przeniesione z honorami wojskowymi na warszawski Cmentarz Wojskowy na Powązkach (kwatera 18A-3-30).

## Awanse
- kadet-zastępca oficera – 1 września 1903[13]
- podporucznik – 1 listopada 1905[14]
- porucznik – ze starszeństwem z 1 maja 1911[15]
- kapitan – 1914 (w c. i k. Armii kapitan rezerwy ze starszeństwem z 1 września 1915[16])
- major – 1915
- podpułkownik – 1918
- pułkownik – 1920
- generał brygady – 1969 (pośmiertnie, mianowanie z 15 lutego przez Prezydenta RP na Uchodźstwie Augusta Zaleskiego)

## Ordery i odznaczenia
- Krzyż Kawalerski Orderu Wojennego Virtuti Militari (1970, pośmiertnie)[17]
- Krzyżem Złotym Orderu Wojennego Virtuti Militari nr nadania 199 za II wojnę światową[18]
- Krzyżem Srebrnym Orderu Wojennego Virtuti Militari nr nadania 13976 za II wojnę światową
- Krzyż Srebrny Orderu Wojskowego Virtuti Militari nr 7502 – za wojnę 1920 roku (17 maja 1922)[19][20]
- Krzyż Walecznych – czterokrotnie (po raz pierwszy 1921)[21]
- Znak oficerski „Parasol”
- Krzyż Żelazny II kl. nadany w 1916
- Brązowy Medal Zasługi Wojskowej z mieczami na wstędze Krzyża Wojskowego
- Krzyż Jubileuszowy Wojskowy